# Mistrzostwa Świata w Strzelectwie 1902
Mistrzostwa Świata w Strzelectwie 1902 – szóste mistrzostwa świata w strzelectwie. Odbyły się one w Rzymie. Rozgrywano konkurencje tylko dla mężczyzn. 
W programie mistrzostw znalazło się siedem konkurencji. Indywidualnie najwięcej medali zdobył Szwajcar Konrad Stäheli (pięć). Zdecydowanym zwycięzcą klasyfikacji medalowej została reprezentacja Szwajcarii.

## Klasyfikacja medalowa
Gospodarze mistrzostw
| Pozycja | Kraj       | Złoto | Srebro | Brąz | Łącznie |
| ------- | ---------- | ----- | ------ | ---- | ------- |
| 1       | Szwajcaria | 6     | 2      | 1    | 9       |
| 2       | Włochy     | 1     | 4      | 1    | 6       |
| 3       | Niemcy     | 0     | 1      | 0    | 1       |
| 4       | Francja    | 0     | 0      | 5    | 5       |

## Wyniki
| Konkurencja                                     | Złoto                                                                                         | Wynik     | Srebro                                                                                    | Wynik     | Brąz                                                                              | Wynik     |
| Karabin dowolny, trzy postawy, 300 m            | Emil Kellenberger                                                                             | 941 pkt.  | Attilio Conti                                                                             | 929 pkt.  | Konrad Stäheli                                                                    | 913 pkt.  |
| Karabin dowolny, trzy postawy, 300 m, drużynowo | Szwajcaria Alfred Grütter Emil Kellenberger Achille Roch Heinrich Schellenberg Konrad Stäheli | 4484 pkt. | Włochy Gian Cantoni Daniele Bonicelli Attilio Conti Rocco Mollica Pasquale Vittonatti     | 4316 pkt. | Francja Auguste Cavadini Maxime Landin Maurice Lecoq Achille Paroche Léon Moreaux | 4285 pkt. |
| Karabin dowolny leżąc, 300 m                    | Attilio Conti                                                                                 | 321 pkt.  | Daniele Bonicelli                                                                         | 318 pkt.  | Auguste Cavadini                                                                  | 317 pkt.  |
| Karabin dowolny klęcząc, 300 m                  | Konrad Stäheli                                                                                | 350 pkt.  | Emil Kellenberger                                                                         | 335 pkt.  | Gian Cantoni                                                                      | 324 pkt.  |
| Karabin dowolny stojąc, 300 m                   | Emil Kellenberger                                                                             | 300 pkt.  | Hans Lechner                                                                              | 296 pkt.  | Maxime Landin                                                                     | 295 pkt.  |
| Pistolet dowolny, 50 m                          | Karl Hess                                                                                     | 470 pkt.  | Konrad Stäheli                                                                            | 468 pkt.  | Raphaël Py                                                                        | 464 pkt.  |
| Pistolet dowolny, 50 m, drużynowo               | Szwajcaria Karl Hess Jakob Lang Achille Roch Conrad Karl Röderer Konrad Stäheli               | 2187 pkt. | Włochy Pasquale Castellano Aventino Righini Giulio Sandri Roberto Tagliabue Luigi Tavelli | 2140 pkt. | Francja Caurette Louis Dutfoy Léon Moreaux Raphaël Py Athanase Sartori            | 2131 pkt. |